# 伊佐二久
伊佐 二久（いさ つぐひさ、1922年（大正11年）9月20日 - ）は、日本の陸軍軍人、医師、医学者、著作家。太平洋戦争に従軍した後に医師となり、国際協力事業団にも参加するなどして各国の医療事情を調査した。筆名としては伊佐 三休（いさ さんきゅう）の名も用いている。

## 略歴
1922年、福岡県小倉市に生まれる。幼くして朝鮮の龍山に渡り、6歳まで同地で過ごした。福岡県甘木小学校、久留米市金丸小学校を経た後、中学明善校（福岡県立明善高等学校の前身の1つ）1年を修了する。1936年（昭和11年）に広島陸軍幼年学校へ入学（第40期）、1938年（昭和13年）には陸軍予科士官学校へと進み（第55期）、翌年には歩兵第26聯隊へ士官候補生隊付として配属され、満州国・チチハル駐屯並びにソ満国境のハンダガイの守備に従事した。1941年（昭和16年）に陸軍士官学校を卒業する。
卒業後は歩兵第26聯隊で勤務し、小隊長、聯隊旗手、機関銃中隊長を務めた。アッツ島の戦いでは守備隊救出の為に輸送船に乗り込んだが、海軍の意を受けた大本営により救出命令は撤回された。小樽市の港湾警備を経た後、1943年（昭和18年）から翌年にかけて北千島幌筵島守備に従事した。1944年（昭和19年）、陸軍予科士官学校区聯長に転属し陸軍大尉となったが、翌年終戦を迎え予備役編入となった。
戦後は日雇い労働者や会社員を務めた後、1951年（昭和26年）に熊本大学（熊大）医学部へと入学する。同大学を1957年（昭和32年）に卒業し、翌1958年（昭和33年）から熊本大学医学部附属病院（熊大病院）の第2外科へ入局、国立療養所豊福園、沖縄大浜病院、熊本逓信病院等に勤務した。1964年（昭和39年）には熊本大学助手となり、文部教官を経て医学博士を取得、熊大病院では中央手術部へと移り麻酔業務を受け持つ麻酔科へ勤務した。翌1965年（昭和40年）には熊大助教授、熊大病院中央手術部副部長へと昇進している。
1969年（昭和44年）、文部省在外研究員としてアメリカへ国費留学し翌年に帰国する。1973年（昭和48年）に熊大病院中央手術部部長となり、1975年（昭和50年）には健康保険八代総合病院院長に就任した。1983年（昭和58年）には毎年開催されていた海外医療事情視察団の団長に就任し、欧米各国の医療事情を視察してその報告書の編集に関わった。1988年（昭和63年）から1991年（平成3年）にかけて国際協力事業団のカイロ大学小児病院プロジェクトのチームリーダーとしてエジプトに在住した。
帰国後の1991年から1996年（平成8年）にかけて川浦町立病院長、1996年から1998年（平成10年）にかけて茜会昭和病院顧問を務めた。また、この期間には中国へ10回の出張を重ね、1996年にインドネシアへ緊急病院を視察、パレスチナのガザ地区へは医療協力として赴き、マケドニアの医療調査も行っている。その後も海外での調査活動を続け、ボスニア・ヘルツェゴヴィナ、イギリス、スイスの老體施設の視察なども行った。1998年からは熊本リハビリテーション病院で顧問兼麻酔科部長に奉職、2017年（平成29年）の95歳まで現役の医師であった。過去の自身の戦争体験や医療体験及び見聞を基として、著作の刊行や新聞などへの寄稿、講演を行って多方面に亘り活動している。2023年に100歳を超えても偕行社に寄稿をしていた。

## 人物・逸話
- 熊本大学には乗馬クラブが有り代々麻酔科の教員がその部長を務めていた。伊佐もまた教職時代に同部長を務めている[5]。
- 2002年に発刊された著作『ウソのようなホントの話 : 追想の昭和初期史から現代医療事情まで』には、参議院議員も務めた医師の大浜方栄による推薦文が掲載されている[12]。
- クライン孝子とはヴオイガート立子を介して多年に亘り親交があるという[2]。
- 2017年に発刊された『麻酔科医が解決した殺人事件』は伊佐の医療体験を基とした小説で、95才にして初めての推理小説作家となった[8]。

## 親族
- 息子 伊佐佳久（グラフィックデザイナー）[13]

## 主な著作

### 伊佐二久名義
- 臨床麻酔トピックス 森岡亨共著 （金原出版 新臨床医学文庫 79、1967年）
- 麻酔と生理 （伊佐二久 [等] 著 金原出版 1982年）
- サラーム!エジプト : エジプト庶民生活点描 （編著 西田書店 1992年）
- 私の戦争論（林田印刷 2018年）
- 誤診しない、されないためのアドバイス : 若い医師と患者さんのための : 私自身の反省を含めて （林田印刷 2019年）
- 広い視野で健康を保つ : シャックリ実は腸閉塞 （林田印刷 2020年）

### 伊佐三休名義
- ウソのようなホントの話 : 追想の昭和初期史から現代医療事情まで （文芸社 2002年）
- 麻酔科医が解決した殺人事件 （林田印刷 2017年）

### 論文
- 国立情報学研究所収録論文 国立情報学研究所